# Misha Mahowald
 Michelle Anne Mahowald (12 de enero de 1963 – 26 de diciembre de 1996) fue una neurocientífica computacional estadounidense en el campo emergente de la ingeniería neuromórfica . En 1996 fue incluida en el Salón de la Fama Internacional de Mujeres en Tecnología por su desarrollo de Silicon Eye y otros sistemas computacionales. Murió por suicidio a los 33 años.

## Primeros años y educación
Mahowald, conocida como Misha, nació en Minneapolis, Minnesota, hija de Alfred y Joan Fischer Mahowald. Tenía una hermana menor, Sheila. Después de graduarse de la escuela secundaria, asistió al Instituto de Tecnología de California, donde se graduó en biología en 1985. Continuó en Caltech como estudiante de doctorado en Computación y Sistemas Neurales bajo la supervisión del profesor Carver Mead, especialista en VLSI . Para su tesis, Mahowald creó su propio proyecto combinando los campos de la biología, la informática y la ingeniería eléctrica para producir la retina de silicio . 

## Carrera
La retina de silicio utilizaba circuitos eléctricos analógicos para imitar las funciones biológicas de los bastones, los conos y otras células no fotorreceptivas de la retina del ojo. El invento no sólo fue muy original y potencialmente útil como dispositivo para devolver la vista a los ciegos, sino que también fue una de las hazañas más eclécticas de la ingeniería eléctrica y biológica de la época. Este notable ejemplo de ingeniería le valió a Mahowald una merecida reputación como una de las ingenieras más famosas de su época. Su trabajo ha sido considerado "el mejor intento hasta la fecha" para desarrollar un sistema de visión estereoscópica.  Se doctoró en neurociencia computacional en 1992, y su invención de la retina de silicio y la neurona de silicio le valió artículos en las prestigiosas revistas científicas Scientific American y Nature, así como cuatro patentes y el Premio Clauser  por su disertación. . Posteriormente se publicó en forma de libro una versión revisada de su tesis  . 
Luego, Mahowald se trasladó a la Universidad de Oxford durante un año para realizar una beca postdoctoral con los eminentes neurocientíficos Kevan Martin y Rodney Douglas. Después de completar este proyecto, Mahowald se mudó a Zürich para ayudar a fundar el Instituto de Neuroinformática (Institut für Neuroinformatik) en la Universidad de Zurich y ETH Zurich, una institución de investigación cuya misión es descubrir los principios clave mediante los cuales funciona el cerebro e implementarlos. estos en sistemas artificiales que interactúan de forma inteligente con el mundo real.  En 1996, fue nombrada miembro del Salón de la Fama de Women in Technology International (WITI). Mahowald murió en Zúrich a finales de 1996, quitándose la vida a la edad de 33 años.Aspectos de su vida laboral y personal se han descrito en un libro sobre la creación de la empresa de sensores de visión Foveon . 

## Reconocimientos
El Premio Misha Mahowald de Ingeniería Neuromórfica se creó para reconocer logros destacados en el campo de la ingeniería neuromórfica y se otorgó por primera vez en 2016. 

## Publicaciones
La siguiente es una lista de las publicaciones científicas de Misha Mahowald desde 1989 en adelante. Su nombre siguió apareciendo en publicaciones después de su muerte en reconocimiento a las importantes contribuciones que había hecho a esas obras en vida.

### 2000
- R. Hahnloser, R. Sarpeshkar, M. Mahowald, RJ Douglas y S. Seung: "La selección digital y la amplificación analógica coexisten en un circuito electrónico inspirado en el neocórtex", Nature, 405: 947-951, 2000

### 1999
- RJ Douglas, C. Koch, MA Mahowald y KAC Martin: "Excitación recurrente en circuitos neocorticales", Cerebral Cortex, Plenum Press, 1999
- RJ Douglas, MA Mahowald y AM Whatley: "Strutture di Comunicazione Nei Sistemi Analogici Neuromorfi [Infraestructura de comunicaciones para sistemas analógicos neuromórficos]", Frontiere della Vita, 3: 549-560, DJ Amit y G. Parisi (Eds.), Enciclopedia Italiana, 1999
- R. Hahnloser, R. Douglas, M. Mahowald y K. Hepp: "Interacciones de retroalimentación entre punteros neuronales y mapas para el procesamiento de la atención", Nature Neuroscience, 2: 746–752, 1999
- P. Häfliger y M. Mahowald: "Normalización del vector de peso en una neurona artificial VLSI analógica utilizando un potencial de acción de retropropagación", Aprendizaje en silicio, G. Cauwenbergh (Ed.), Kluwer Academics, 1999
- P. Häfliger y M. Mahowald: "Aprendizaje hebbiano normalizado basado en picos en una neurona artificial VLSI analógica", Circuitos integrados analógicos y procesamiento de señales, 18:(2/3) 133-140, febrero de 1999

### 1998
- P. Häfliger y M. Mahowald: "Normalización del vector de peso en una neurona artificial VLSI analógica utilizando un potencial de acción de retropropagación", Neuromorphic Systems, Engineering Silicon from Neurobiology:16, 191-196, LS Smith y A.Hamilton (Eds.), Científico mundial, 1998.
- C. Rasche, R. Douglas y M. Mahowald, "Caracterización de una neurona de silicio piramidal", Sistemas neuromórficos: ingeniería del silicio desde la neurobiología: 14, 169-177, LS Smith y A. Hamilton (Eds.), World Scientific, 1998

### 1996
- R. Douglas y M. Mahowald: "Diseño y fabricación de neuronas VLSI analógicas", Métodos de modelado neuronal: de sinapsis a redes, C. Koch e I. Segev (Eds.), MIT press, 1996
- RJ Douglas, MA Mahowald y KAC Martin: "Microarquitectura de columnas neocorticales", Teoría del cerebro: bases biológicas y principios computacionales, 75-95, A. Aertsen y V. Braitenberg (Eds.), Elsevier Science, 1996
- RJ Douglas, MA Mahowald y KAC Martin: "La neuroinformática como neurociencia explicativa", Neuroimage, 4: 25-28, 1996
- RJ Douglas, MA Mahowald, KAC Martin y KJ Stratford: "El papel de las sinapsis en el cálculo cortical", Journal of Neurocytology, 25: 893-911, 1996
- P. Häfliger, M. Mahowald y L. Watts: "Una neurona de aprendizaje basada en picos en VLSI analógico", Avances en sistemas de procesamiento de información neuronal, 9: 692-698, 1996

### 1995
- R. Douglas y M. Mahowald: "Un conjunto de constructores para neuronas de silicio", Introducción a las redes neuronales y electrónicas: 14 277-296, SF Zornetzer, JL Davis, C. Lau y T. McKenna (Eds.), Academic Press, 1995
- R. Douglas y M. Mahowald: "Silicon Neurons", The Handbook of Brain Theory and Neural Networks 282-289, M. Arbib (Ed.), MIT Press, 1995
- R. Douglas, M. Mahowald y C. Mead: "Neuromorphic Analog VLSI", Annual Review of Neuroscience, 18: 255-281, 1995
- RJ Douglas, C. Koch, M. Mahowald, KAC Martin y HH Suarez: "Excitación recurrente en circuitos neocorticales", Science, 269: 981-985, 1995

### 1994
- RJ Douglas, MA Mahowald y KAC Martin, "Arquitecturas híbridas analógicas-digitales para sistemas neuromórficos", Neural Networks, 1994 IEEE World Congress on Computational Intelligence, 3: 1848-1853, IEEE, 1994

### 1989
- M. Mahowald y T. Delbrück: " Coincidencia estéreo cooperativa utilizando funciones de imagen estáticas y dinámicas ", Implementación analógica VLSI de sistemas neuronales, 213-238, C. Mead y M. Ismail (Eds.), Kluwer Academic Publishers, 1989.